# コンチーノ・コンチーニ

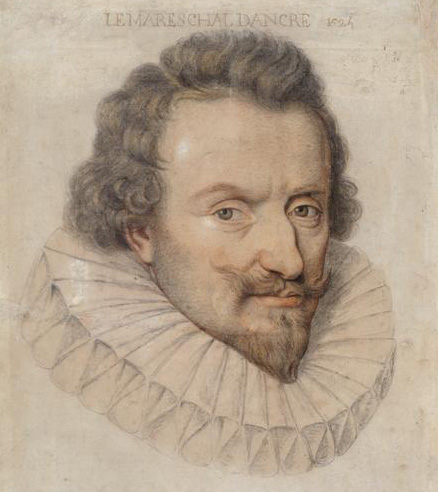
コンチーノ・コンチーニのポートレート

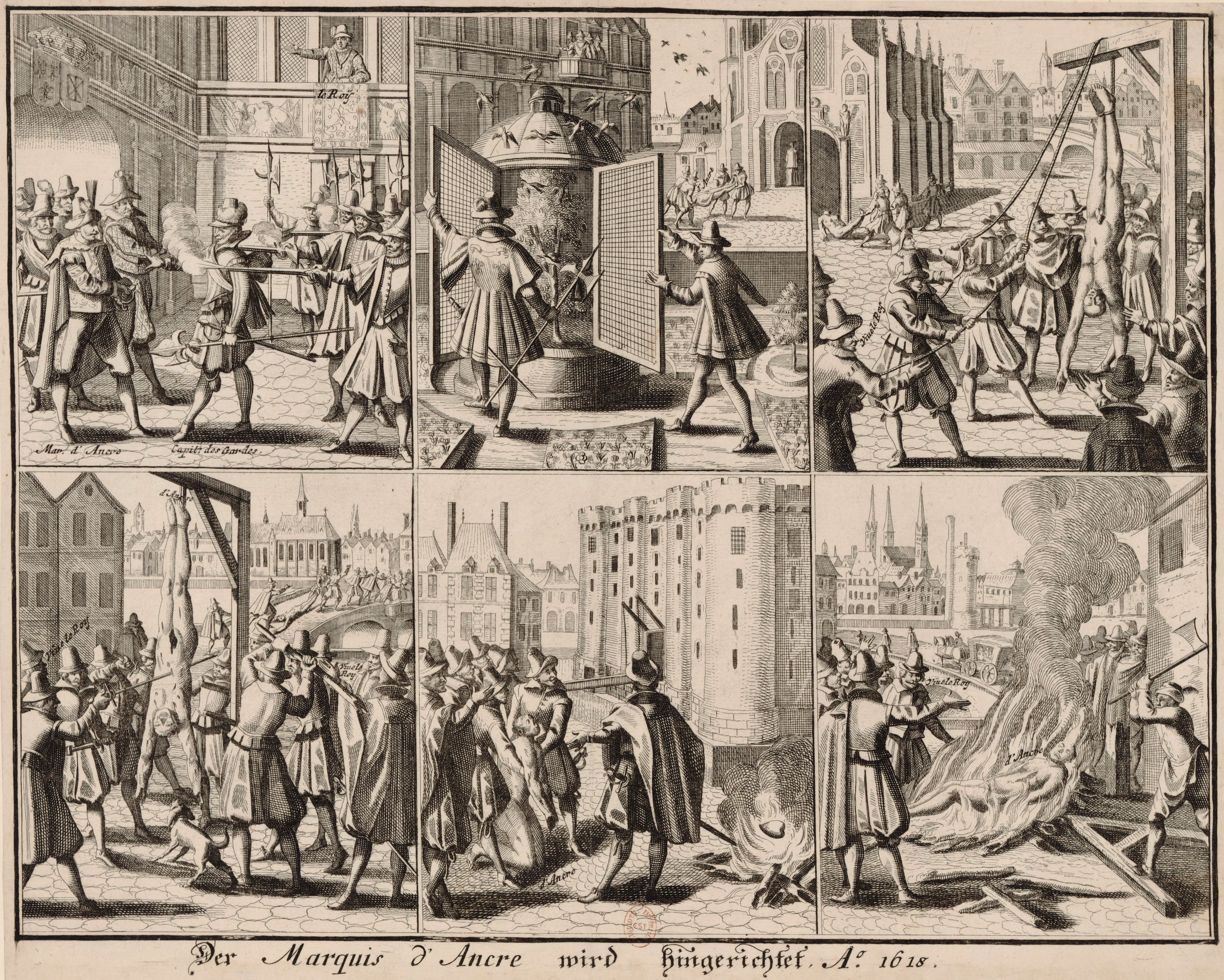
アンクル元帥の暗殺

アンクル侯爵コンチーノ・コンチーニ（伊: Concino Concini、1575年 - 1617年4月24日）は、フランス王妃マリー・ド・メディシスの寵臣。イタリアのフィレンツェ（トスカーナ大公国）出身。
フランス王アンリ4世に嫁ぐマリー・ド・メディシスに従い、フランスに移住。王妃の侍女レオノーラ・ドーリ（ガリガイ）（1568-1617）と結婚し、アンリ4世暗殺後にマリーが息子ルイ13世の摂政として実権を握るや、瞬く間に元帥の地位に昇りついた。
しかし、王太后と結託して国王を蔑ろにする政治体制が反感を買い、国王自らのクーデターにより失脚、殺害された。妻のレオノーラも魔女として処刑され、王太后はブロワ城に幽閉された。